# 华人寄居论
华人寄居论是关于2008年马来西亚执政党巫统槟城升旗山区部主席阿末依斯迈发表牵涉种族歧视言论所引发的一连串风波。

## 背景
槟城州威省峇东埔定于2008年8月26日举行国会议席补选，以填补原国会反对党领袖兼人民公正党全国主席旺阿兹莎（安华妻子）辞职后留下的空缺，此次选举被视为公正党实权领袖安华重返国会的重要选举，而当时国阵刚刚在同年3月8日的第十二届全国大选中失去了槟城执政权。
为应对这场不被看好的补选，国阵提名了时任槟城诗不朗再也州议员的巫统籍侯选人阿力夏代表国阵出征，对垒公正党候选人安华及独立人士哈纳菲。

## 事件始末

### 竞选言论
8月24日，阿末依斯迈在竞选期间为巫统候选人阿力夏站台时说：
|                | 华人只是“寄居”在大馬，因此不可能做到各族平等。…… 华人是否能夠平均分配財富給我們呢？如果今天你居住在華人家庭，你相信他們能夠公平對待你們嗎？ |
| ——阿末依斯迈尔 | |

阿末依斯迈的这一段“华人是寄居者”的言论于2008年8月24日刊登在马来西亚发行量最大的中文报纸《星洲日报》。

### 补选结果
两日后，巫统候选人阿力夏及独立人士哈纳菲在8月26日的补选中落败，其中绝大多数的华人选民将选票投给了人民公正党候选人安华·依布拉欣，而阿末的言论被视为当中的重要因素之一。

### 巫统的道歉
由于阿末的“华人寄居”言论引起了华人社会的不满，在朝野和民间团体的压力下，副首相纳吉·阿都拉萨于9月2日代表巫统向马来西亚华人道歉。

### 当事人坚持不认错
然而，阿末依斯迈却坚持自己的立场并于9月8日招开记者会“警告”华人“切莫尝试像美国犹太人一样，在掌控经济之余，得寸进尺要掌控政治”。

### 冻结党籍
在国阵内部各成员党的压力下，首相兼巫统主席阿都拉·巴达威于9月10日宣布冻结阿末的党籍3年。

## 回教党的呼吁
阿末依斯迈的种族主义不止激怒马来西亚华人，连同属马来人及穆斯林的吉兰丹州务大臣兼回教党全国长老协商理事会主席聂阿兹也呼吁人们摒弃巫统的种族主义路线。

## 后继风波

### 内安法令扣留《星洲日报》记者
另一方面，报道事实的《星洲日报》高级记者陈云清则在2008年9月12日晚被马来西亚警方引内安法令不经审判扣留，而渲染种族主义的阿末依斯迈却安然无恙。在朝野各方的舆论质疑声中，内政部在第二天下午释放了陈云清。根据内政部长赛哈密的解释，马来西亚警方之所以援引内安法令第73(1)条文扣留陈云清，其实是“为了保护她的安全”。